# جورج إدواردز (مدرب رياضي)
جورج إدواردز (بالإنجليزية: George Edwards)‏ هو مدرب رياضي أمريكي، ولد في 16 يناير 1967 في سيلير في الولايات المتحدة.